# Nils Dardel
Nils Elias Kristofer von Dardel, beter bekend onder de naam Nils Dardel (Bettna, 25 oktober 1888 - New York,  25 mei 1943) was een Zweeds postimpressionistisch kunstschilder.

## Jeugd en opleiding
Dardel werd geboren op 25 oktober 1888 in Bettna, Zweden. Hij was de zoon van landeigenaar Fritz August von Dardel en Sofia Matilda Norlin. Dardel was afkomstig uit een van oorsprong Zwitserse adellijke familie. Zijn grootvader, Frederick (Fritz) von Dardel, was kunstschilder en de kamerheer van Karel XV van Zweden.

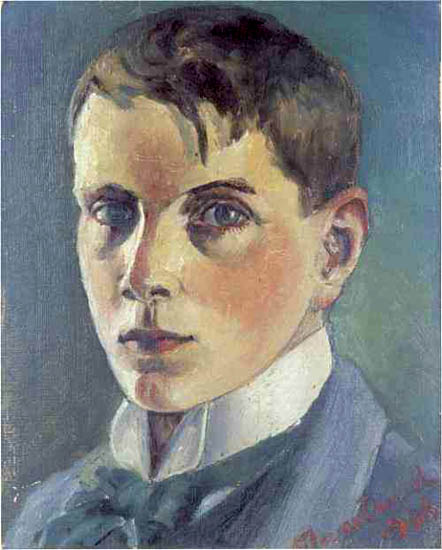
Zelfportret (1906)

In 1908 begon Dardel met een opleiding aan de Kungliga Konsthögskolan in Stockholm. In 1910 verhuisde hij naar Parijs en zette zijn opleiding voort aan de privéopleiding Académie Matisse van Henri Matisse. Vanwege de ouderwetse manier van lesgeven, vond hij de opleiding tegenvallen.

## Leven in Parijs
Zijn hectische leven in Parijs wordt omschreven als bohemisch en dandy-achtig. In de wijken Montmartre en Montparnasse bezocht hij cafés waar hij samenkwam met andere leden van de Parijse avant-garde. 
Hij ontmoette Pablo Picasso en Georges Braque en legde zich onder hun invloed toe op het kubisme. Daarnaast werd hij geïnspireerd door het fauvisme, expressionisme, postimpressionisme, pointillisme en door Japanse houtsneden. Hij richtte zich voornamelijk op het schilderen van portretten of groepen mensen.
In dezelfde periode ontwikkelde hij een vriendschap met kunstverzamelaars Alfred Flechtheim, Wilhelm Uhde en Rolf de Maré die werken van hem aankochten. Hij ontmoette De Maré, die net als Dardel uit Zweden kwam, in 1912 tijdens een vakantie in zijn thuisland. Via Dardel leerde De Maré meerdere kunstenaars kennen en ontwikkelde hij een interesse in kubisme. Dardel kocht meerdere werken voor zijn collectie aan, waaronder Au Lapin Agile van Picasso in 1914, en De Maré ondersteunde Dardel financieel. In 1914 waren de twee naar elkaar toegegroeid en ontstond er een liefdesrelatie. Datzelfde jaar werd het werk van Dardel voor het eerst geëxposeerd tijdens een tentoonstelling in Malmö.

## Eerste Wereldoorlog

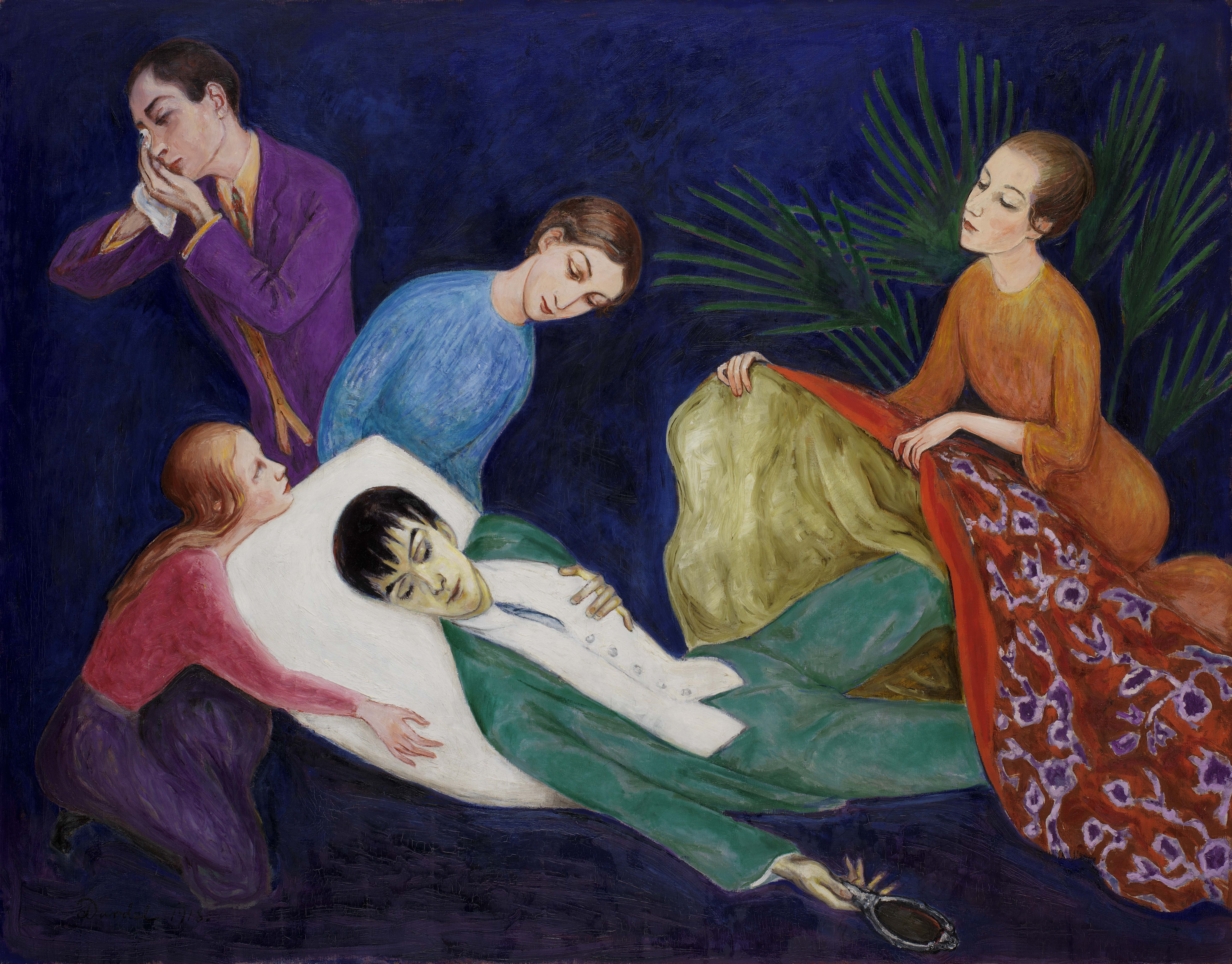
Den döende dandyn (1918)

Na de uitbraak van de Eerste Wereldoorlog in 1914 verliet Dardel Frankrijk. Hij maakte enkele reizen naar Spanje, Japan en Rusland. In Tokio leerde hij kunstenares Nita Wallenberg kennen, met wie hij zich in het geheim verloofde. Wallenberg stond model voor meerdere portretten en werken. Haar vader, vooraanstaand diplomaat bij de Zweedse delegatie, was tegen een huwelijk tussen de twee, waarna de relatie stukliep. Het werk Exekution ('Executie') is een verwijzing naar deze gebeurtenis.
In 1918 maakte Dardel het werk Transsibiriska expressen over zijn treinreis via de Trans-Siberische spoorlijn. Datzelfde jaar maakte hij het werk Den döende dandyn ('De stervende dandy'). Het werk was geïnspireerd op El Entierro del Conde de Orgaz van El Greco dat hij tijdens zijn reis naar Spanje had gezien.

## Terugkeer naar Parijs
In 1919 keerde Dardel terug naar Parijs. In 1920 richtte De Maré Les Ballets Suédois in Parijs op. Dardel gebruikte zijn connecties om te zoeken naar kunstenaars, dichters en filmmakers voor bij het gezelschap. Hij wist onder meer Fernand Léger aan te trekken voor het decorontwerp en Erik Satie voor het componeren van muziek. Dardel ontwierp meerdere decors voor Les Ballets Suédois, onder meer voor de stukken La Nuit de Saint-Jean en Maison de fous. 

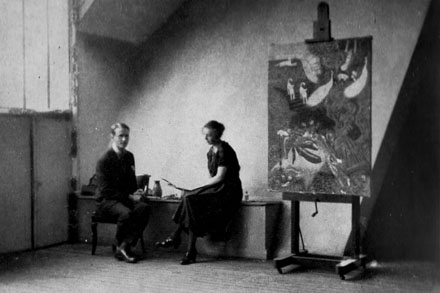
Woning en atelier van Dardel in Montmartre (1921)

Dardel kreeg als kunstenaar steeds meer aanzien, iets dat het decennium daarvoor nog niet het geval was. Hij werd in die periode door critici omschreven als een "oppervlakkige en banale" kunstenaar. Daarnaast ontving hij kritiek op zijn ambigue seksualiteit. Anderen, waaronder de Duitse auteur Klaus Mann, stelde dat Dardels androgyne voorkomen hem populair maakte bij zowel mannen als vrouwen.
In 1921 trouwde Dardel met de Zweedse journaliste barones Thora Klinkowström. Samen verhuisden ze naar een appartement in de wijk Montmartre. In 1922 werd hun dochter Ingrid geboren. De woning van Dardel en zijn echtgenote werd frequent bezocht door vrienden uit artistieke kringen, waaronder Klaus Mann, Jean Cocteau en Clive Bell, alsmede door (naakt)modellen die poseerden voor de werken van Dardel.
In deze periode maakte hij onder meer de werken Vattenfallet (1921), Drömmar och fanstasier #1 (1922), Familjeidyll (1923) en Ett hjärta i brand (1930).

## Vertrek uit Parijs

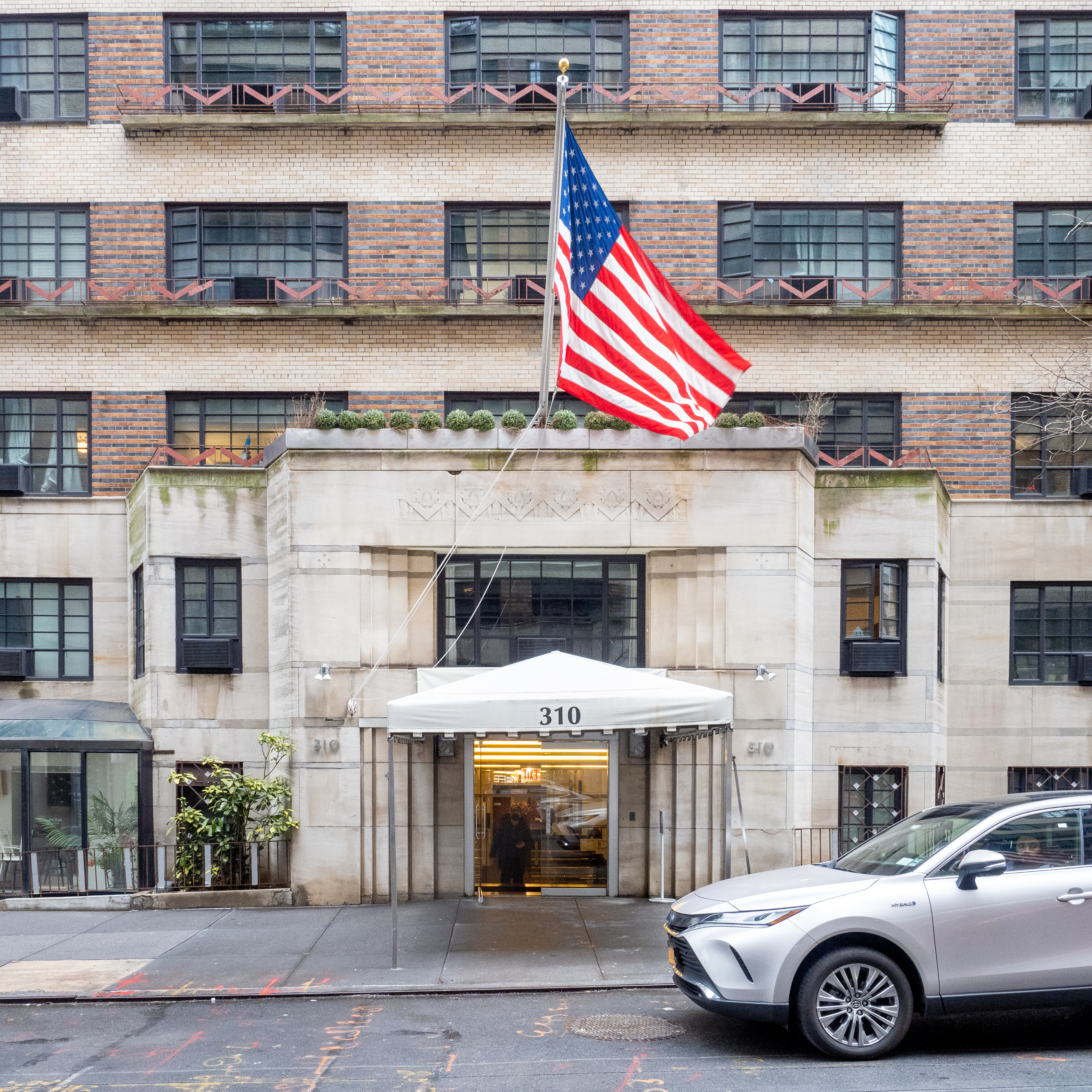
Beaux Arts woontoren in New York

Het huwelijk tussen Dardel en Klinkowström verliep steeds stroever, en in 1934 werd het huwelijk nietig verklaard. Na het stuklopen van zijn huwelijk, ging Dardel een relatie aan met de Zweeds-Amerikaanse schrijfster Edita Morris die hij in 1930 had ontmoet. Samen maakten zij reizen door Europa, naar Noord-Afrika en naar Midden- en Zuid-Amerika. In 1939 vertrokken ze naar de Verenigde Staten en vestigden zich in New York. In New York woonde hij in een appartement in de Beaux Arts woontoren.
Gedurende zijn leven had Dardel regelmatig last gehad van hartklachten. Hij overleed in zijn woning in New York op 25 mei 1943 aan de gevolgen van een hartaanval. Hij werd begraven in Zweden op de begraafplaats van Ekerö.

## Werken
Zijn werken zijn opgenomen in diverse museumcollecties, met name van musea in Zweden. Ze zijn onderdeel van de collecties van onder meer het Moderna Museet, Hallwylska Museet, Nationalmuseum, Göteborgs konstmuseum, Malmö konstmuseum en de Nasjonalgalleriet.

## Galerij

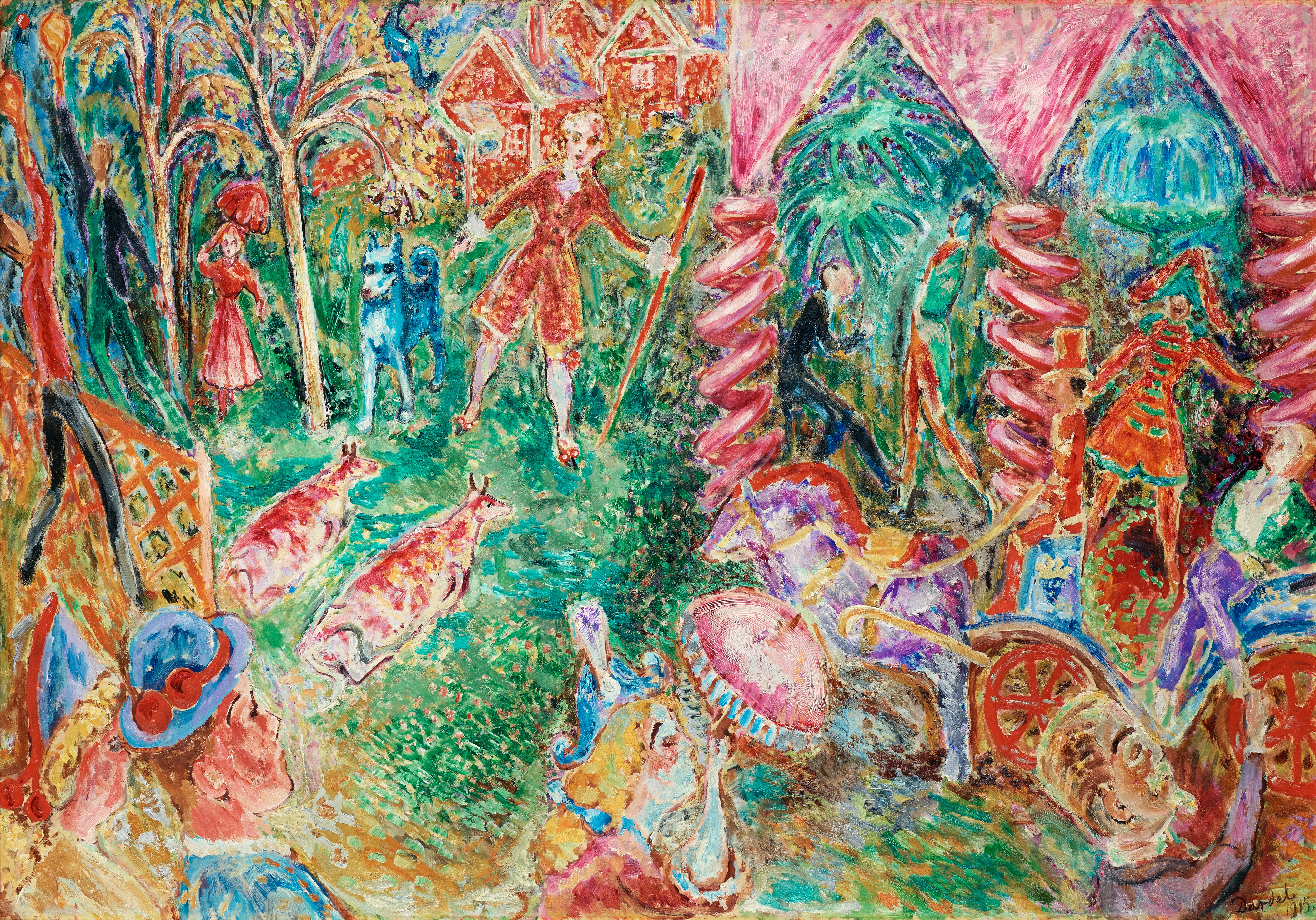
Turisthotellet i Rättvik (1915)
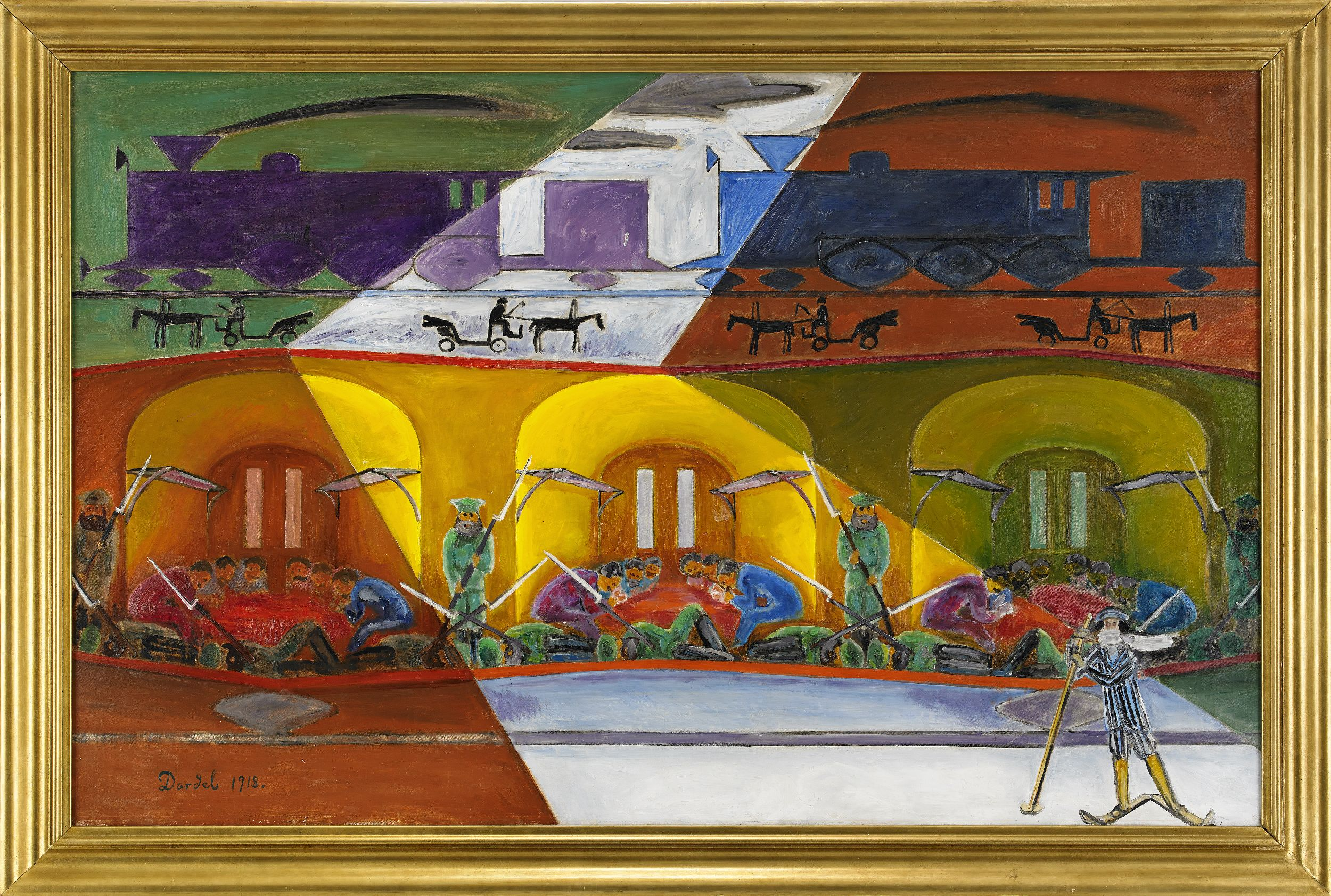
Transsibiriska expressen (1918)
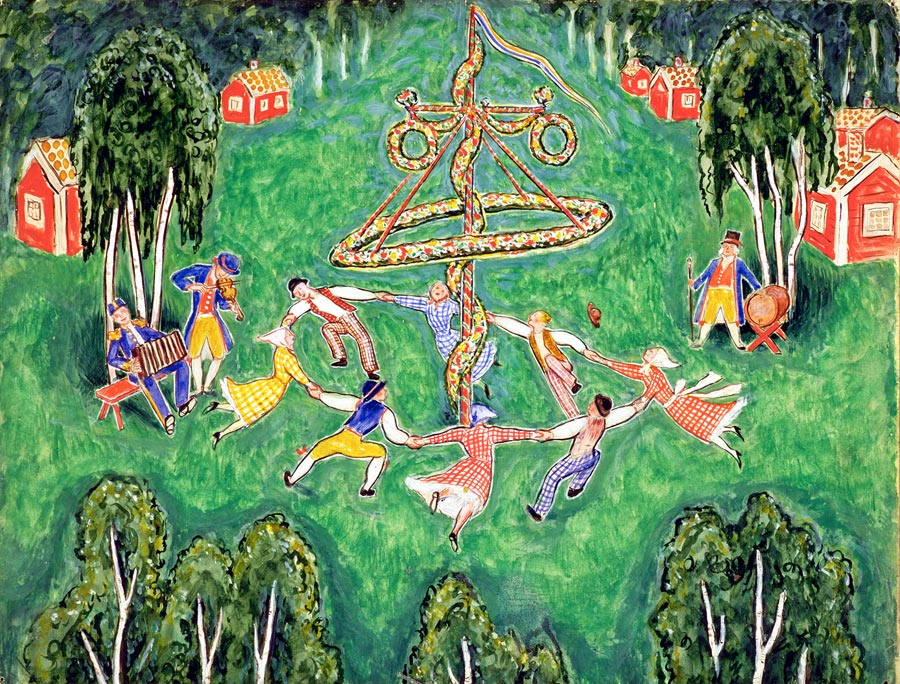
Midsommarvaka (1920)
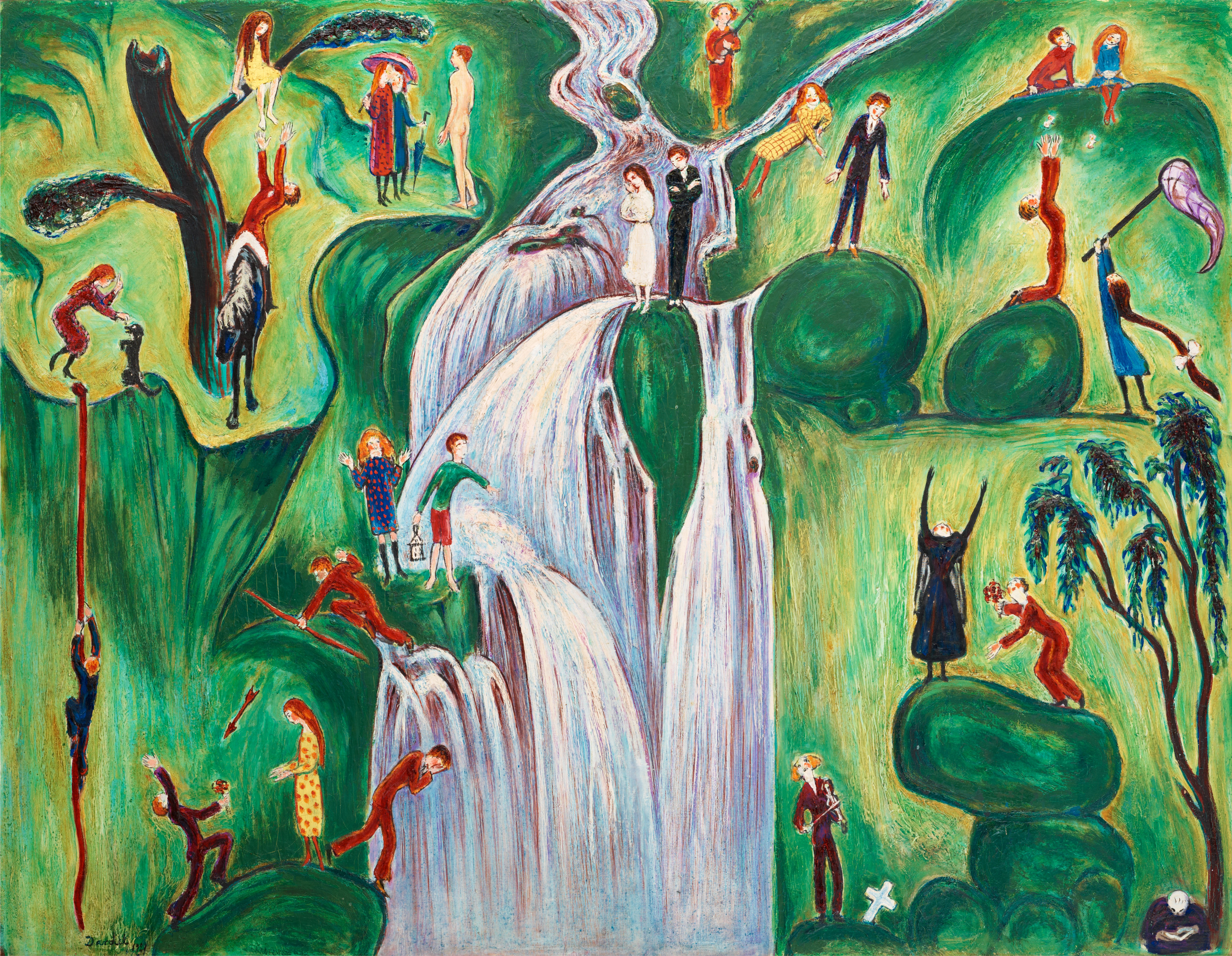
Vattenfallet (1921)
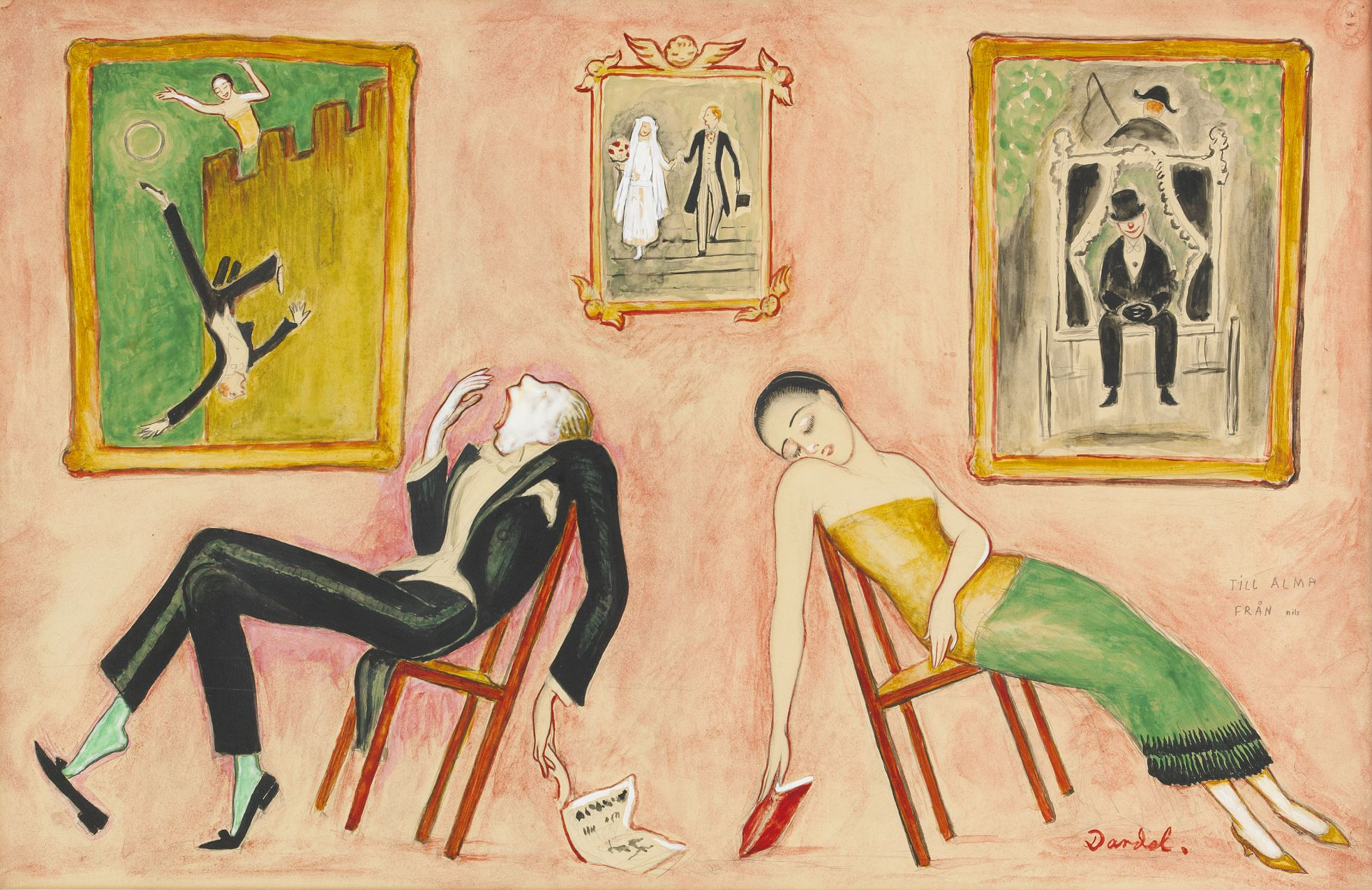
Familjeidyll (1923)
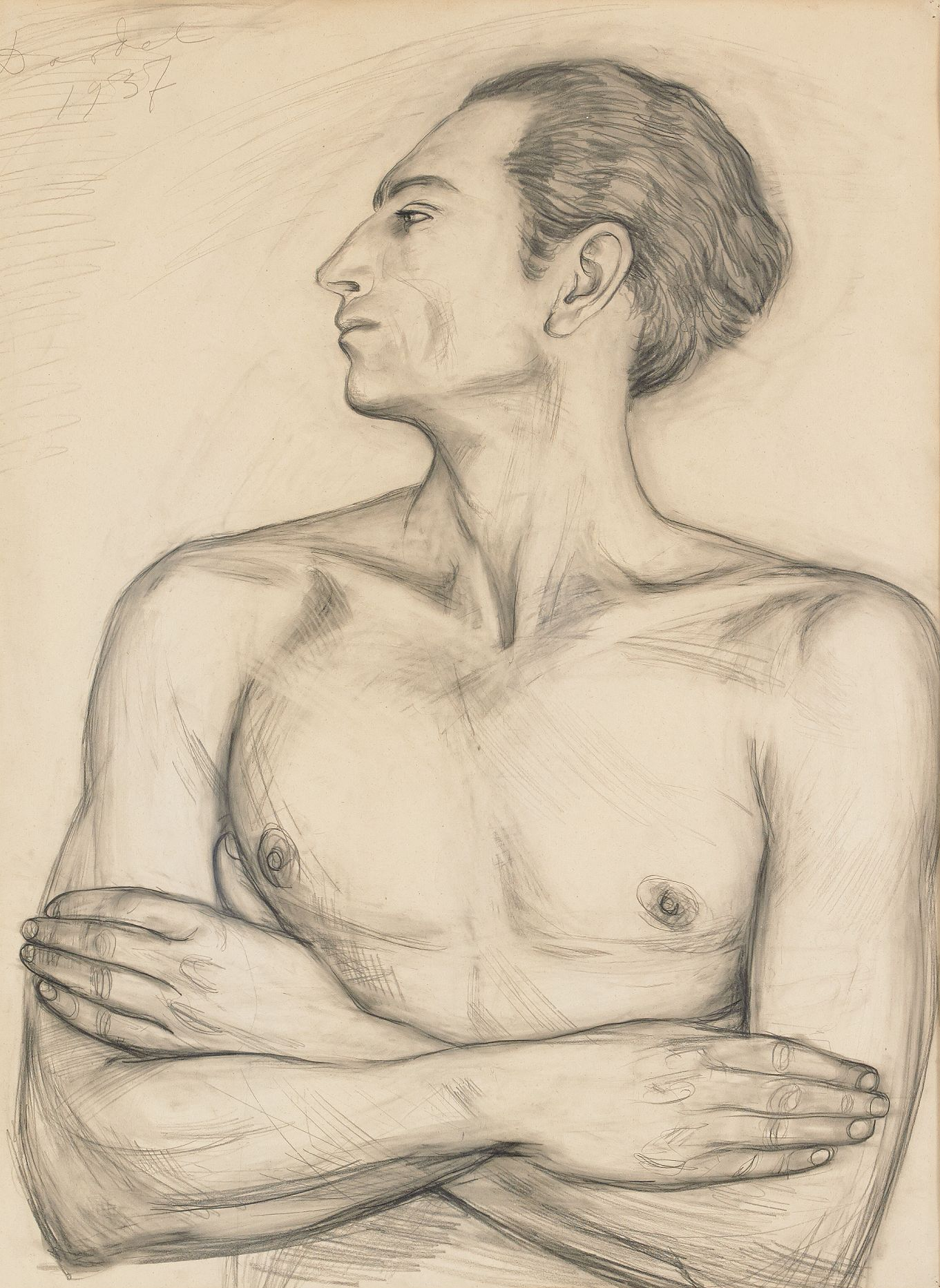
Sicilianaren (1937)
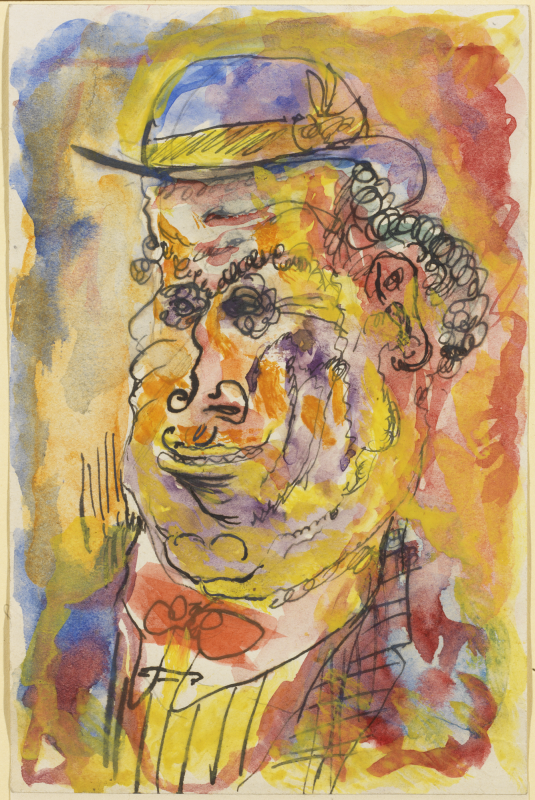
Burlesk (jaartal onbekend)
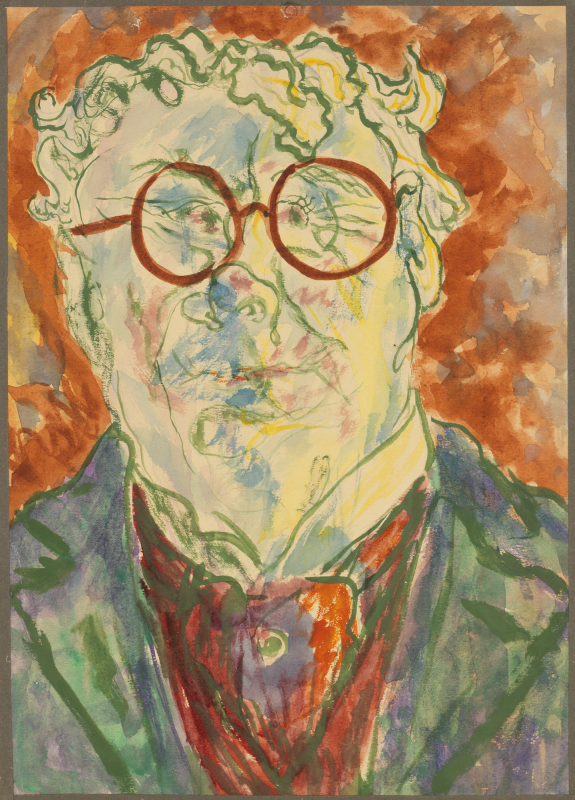
Groteskt mansporträtt (jaartal onbekend)

- Bibsys: 90367263
- Bibliothèque nationale de France: cb121770671 (data)
- Gemeinsame Normdatei: 118862480
- International Standard Name Identifier: 0000 0000 7689 1170
- KulturNav: fc495094-ce2f-4793-ad4e-d5431fd498fa
- Library of Congress Control Number: n81032110
- Nationale Bibliotheek van Tsjechië: xx0266786
- Nederlandse Thesaurus van Auteursnamen: 074509616
- RKD-Nederlands Instituut voor Kunstgeschiedenis: 20047
- LIBRIS: 183425
- Système universitaire de documentation: 030333814
- Union List of Artist Names: 500005047
- Virtual International Authority File: 13105209
- WorldCat: E39PBJrmb6BtgRKQKxDpPJtkDq